# 바딘 광장
바딘 광장(베트남어: Quảng trường Ba Đình / 廣場𠀧亭)은 베트남, 하노이의 바딘군에 있는 광장이다. 1945년 9월 2일 호치민은 바딘 광장에서 독립을 선언하고 베트남 민주공화국을 수립하였다. 호치민의 사후 그의 영묘가 세워져 안장되었다.
바딘 구역에는 주석부를 비롯하여 계획투자부, 베트남 국회, 외교부 등의 주요 시설이 밀집해 있다.

## 역사
1802년 응우옌 왕조 자롱제가 옛 수도인 후에에서 하노이로 천도하면서 새 수도의 이름을 탕롱(베트남어: Thăng Long))으로 하였다. 이로서 바딘 구역은 대월국의 황성이 되었다. 1831년 명명제는 수도의 이름을 하노이(베트남어: Hà Nội, 河內)로 변경하였다.
1894년 프랑스는 베트남을 식민지로 삼고 프랑스령 인도차이나의 일부로서 지배하였다. 프랑스 식민당국은 하노이 황성의 정북문을 헐고 화원을 조성하여 푸지니네 공원(프랑스어: Le parc Pugininer)으로 명명하였다. 1945년 제2차 세계대전 중에 프랑스가 일본에 밀려 물러나자 하노이에서는 민족주의 운동이 거세게 일어났고, 프랑스식 지명을 버리고 바딘으로 개명하였다.
1945년 9월 2일 호치민은 일본의 무조건 항복을 계기로 광장에서 독립선언하고 베트남 민주공화국 수립을 선포하였다. 일본군은 베트남인들의 지지를 끌어내기 위해 베트남에 대한 독립을 선언했다. 일본군의 지원을 받는 베트남 정부는 1945년 7월 20일 쩐쫑낌을 베트남 제국의 수상으로서 추대했다. 이때 하노이의 시장으로 민족주의 지식인인 쩐반라이 박사가 임명되었다. 그는 취임 직후 가르니에 거리, 불리바 카르노(Boulevard Carnot) 같은 일련의 프랑스어 거리 이름을 베트남 영웅들의 이름을 따서 베트남어로 바꾸기로 결정했다. 그리하여 총독부 앞 푸지니네(Pugininer) 화원은 취임식이 열린 타인호아성 응아선현의 바딘사를 기념하기 위해 바딘 화원으로 개명했다. 반프랑스 저항은 1886년 9월부터 1887년 1월까지 계속되었다.

## 시설
바딘 광장은 길이 320 m 폭 100 m 로 240 개로 나뉜 잔디밭이 조성되어 있다. 광장의 중앙과 마주하여 호치민의 영묘가 있다.

## 같이 보기
- 베트남 독립선언
- 호찌민 묘소
- 주석부